# Craighill Channel Upper Range Rear

Le phare de Craighill Channel Upper Range Rear (en anglais : Craighill Channel Upper Range Rear Light) est un  feu d'alignement postérieur du chenal Craighill supérieur menant au port de Baltimore en baie de Chesapeake dans le Comté de Baltimore, Maryland. Il fonctionne conjointement avec le Craighill Channel Upper Range Front.
Il est inscrit au Registre national des lieux historiques depuis le 2 décembre 2002 sous le n° 02001423.

## Historique
Ce phare a été construit en 1885 dans le cadre d’une paire de phares d’alignement pour marquer le chenal de coupure Craighill, récemment creusé. Une modeste tour à ossature de fer a été érigée, de forme pyramidale, avec au centre une tige carrée en bois et gaine ondulée, abritant la lampe et l'escalier d'accès. Ses seuls ornements architecturaux étaient quelques fenêtres pour éclairer la cage d'escalier et une galerie pour permettre de nettoyer l'extérieur de la fenêtre de la lumière. Une maison de gardien a été construite à proximité, reliée à la lumière par une allée en brique. Le feu initial était un phare de locomotive affichant un feu blanc fixe. Depuis, il a été remplacé par un luminaire plus conventionnel affichant un feu rouge fixe.
Les terrains sont entourés de propriétés privées et en 1888, il y a eu un différend sur l'accès à la lumière. En dehors de cela, la lumière a passé une vie tranquille, ponctuée uniquement par l'automatisation de 1929 et la démolition de la maison du gardien. C'est toujours une aide active à la navigation dont le site appartient à Arcelor Mittal.

## Description
Le phare  est une tour carrée en tôle ondulée soutenue par quatre jambages d'arête de 27,5 m de haut, dont la lumière émet d'une fenêtre supérieure. Le bâtiment est entièrement blanc.
Il émet, à une hauteur focale de 22,5 m, un feu fixe rouge en continu, jour et nuit. Sa portée n'est pas connue.
Identifiant : ARLHS : USA-201 ; USCG : 2-8095 ; Admiralty : J2252.1 .

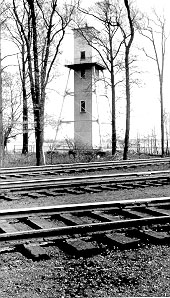
Phare arrière (photo USCG)
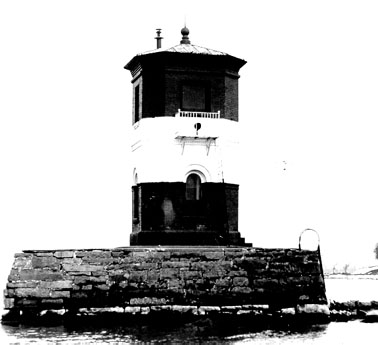
Phare avant (photo USCG)

### Lien connexe
- Liste des phares du Maryland